# Vi thể
Vi thể (tiếng Anh: microbody) là một nhóm bào quan có trong những tế bào thực vật, sinh vật nguyên sinh và động vật. Các bào quan thuộc họ vi thể bao gồm: peroxisome, glyoxysome, glycosome và hydrogenosome. Ở động vật có xương sống, vi thể đặc biệt tập trung tại hai cơ quan gan và thận.

## Cấu trúc

Cấu trúc một loại vi thể - Peroxisome

Một vi thể thường là một túi có dạng hình cầu, đường kính dao động từ 0,2-1,5 micromet. Vi thể có mặt trong tế bào chất của tế bào, nhưng chúng lại chỉ nhìn thấy được dưới kính hiển vi điện tử. Túi vi thể được bao bọc bởi một lớp màng phospholipid kép và chứa bên trong là một chất nền cấu tạo từ vật chất nội bào, bao gồm các enzyme và những protein khác, nhưng có vẻ chúng lại không chứa bất kì vật chất di truyền nào cho phép thực hiện khả năng tự nhân đôi.

## Chức năng
Vi thể chứa các enzyme tham gia vào các giai đoạn khơi mào hoặc trung gian của những phản ứng hóa sinh trong tế bào. Tạo điều kiện bẻ gãy những phân tử chất béo, alcohol và amino acid. Nói chung vi thể có chức năng liên quan đến khả năng giải độc peroxide và quá trình hô hấp sáng ở thực vật. Những loại vi thể khác nhau thì có chức năng khác nhau:

### Peroxisome
Peroxisome là một loại vi thể có chức năng bẻ gãy những phân tử lớn và giải độc những hợp chất nguy hiểm cho cơ thể. Bào quan này chứa những enzyme như oxidase, có khả năng tạo ra hydro peroxide như một sản phẩm phụ trong những phản ứng đặc hiệu của enzyme này. Trong peroxisome, hydro peroxide có thể bị phân hủy thành nước bởi enzyme catalase và peroxidase.

### Glyoxysome
Glyoxysome là những peroxisome đặc biệt tìm thấy ở thực vật và nấm mốc, giúp biến đổi dạng lipid lưu trữ thành cacbohydrat cần thiết cho sự sinh trưởng của thực vật. Trong glyoxysome, axit béo bị thủy phân thành acetyl-CoA bởi enzyme β-oxy hóa. Ngoài những chức năng mặc định của một loại peroxisome, glyoxysome còn sở hữu những enzyme then chốt của chu trình glyoxylate.

## Lịch sử
Vi thể được phát hiện lần đầu tiên và đặt tên năm 1954 bởi J. Rhodin, một sinh viên người Thụy Điển. Hai năm sau đó (1956), Rouiller và Bernhard đã có buổi trình bày toàn cầu đầu tiên về những ảnh chụp được công nhận của vi thể trong tế bào gan. Đến năm 1965, nhà tế bào học người Bỉ Christian de Duve cùng đồng nghiệp đã cô lập được vi thể từ gan của một con chuột. De Duve cũng cho rằng cái tên Vi thể quá chung chung nên ông đã chọn tên Peroxisome cho bào quan phát hiện được, do chúng có liên quan đến hợp chất hydro peroxide. Năm 1967, Breidenbach và Beevers lần đầu tiên cô lập thành công vi thể từ thực vật, và đặt tên loại vi thể này là Glyoxysome, bởi vì chúng có chứa những enzyme thuộc chu trình glyoxylate.